# Semne în pustiu
Semne în pustiu este un film scurt din 1996 regizat de Nicolas Masson.

## Povestea
Filmul este povestea de o zi a unui scriitor celebru, atins de paralizie, a cărui credință nu-l poate ajuta să-și depășească frustrările, și mai ales gelozia datorită unei femei prea tinere și prea frumoase care urmează să fie soția lui.

## Distribuție
(în ordine alfabetică)
- Mircea Albulescu
- Dan Condurache
- Rona Hartner
- Nicolas Masson
- Cesonia Postelnicu
- Marian Ralea
- Boby Torok
- Dodo Voitis